# Brive-la-Gaillarde
Brive-la-Gaillarde település Franciaországban, Corrèze megyében. Lakosainak száma 46 769 fő (2022. január 1.). Brive-la-Gaillarde Chasteaux, Cosnac, Jugeals-Nazareth, Lissac-sur-Couze, Noailles, Saint-Pantaléon-de-Larche, Ussac és Malemort községekkel határos.

## Népesség
A település népességének változása:
| Lakosok száma | 46 561 | 51 511 | 49 765 | 50 009 | 46 794 | 47 349 | 46 916 | 46 330 | 45 910 | 46 769 |
|               | 1968   | 1982   | 1990   | 2006   | 2013   | 2015   | 2017   | 2019   | 2020   | 2022   |